# Očová
Očová es un municipio del distrito de Zvolen en la región de Banská Bystrica, Eslovaquia, con una población estimada a final del año 2024 de 2451 habitantes.
Se encuentra ubicado en el centro-oeste de la región, en los montes Centrales Eslovacos y la cuenca hidrográfica del río Hron —un afluente izquierdo del Danubio— y cerca de la frontera con la región de Nitra.

## Demografía
| Año        | 1994 | 2004    | 2014    | 2024    |
| ---------- | ---- | ------- | ------- | ------- |
| Población  | 2627 | 2571    | 2597    | 2451    |
| Diferencia |      | −2,13 % | +1,01 % | −5,62 % |

| Año        | 2023 | 2024    |
| ---------- | ---- | ------- |
| Población  | 2462 | 2451    |
| Diferencia |      | −0,44 % |